# Muga de Sayago
Muga de Sayago è un comune spagnolo di 495 abitanti situato nella comunità autonoma di Castiglia e León.